# Tempest (альбом)
Tempest — тридцать пятый студийный альбом американского автора-исполнителя Боба Дилана, изданный 10 сентября 2012 года.

## Об альбоме
Название Tempest породило слухи, что настоящий альбом станет последней работой Боба Дилана, причиной тому стало его сходство с заголовком последней пьесы Уильяма Шекспира — «Буря» (англ. The Tempest). Вскоре музыкант сделал заявление, проясняющее ситуацию: «Последняя пьеса Шекспира называлась The Tempest, а название моей записи — просто Tempest. Это два разных названия».
В альбом вошло 10 композиций, одна из которых — «Roll on John» — посвящена Джону Леннону и содержит ссылки на некоторые его песни, включая «Come Together» и «A Day in the Life» The Beatles. На обложке Tempest в красных тонах изображена одна из скульптур Карла Кундманна, стоящая на площади перед Зданием парламента в Вене. Выпуску альбома предшествовал сингл «Duquesne Whistle» и музыкальное видео австралийского режиссёра Нэша Эджертона, о котором редакция журнала Rolling Stone написала: «„Duquesne Whistle“ начинается в стиле фильмов Чарли Чаплина — как светлая комедия о молодом человеке, пытающемся впечатлить девушку, увиденную им на улице, в итоге же оно оборачивается шокирующей тёмной стороной, похожей на удалённые сцены из „Славных парней“».
Tempest вышел как на физических носителях — диске и пластинке — так и в формате цифрового скачивания. Заказ альбома доступен и в интернет-магазине Боба Дилана, где к записи прилагается губная гармоника музыканта — Hohner. Редколлегия Rolling Stone достаточно высоко оценила Tempest, поставив его на 4 место в своём списке «50 лучших альбомов 2012 года».

## Отзывы критиков
Уилл Гермес из Rolling Stone дал Tempest пять звёзд из пяти, назвав альбом самой тёмной работой Боба Дилана. По мнению критика, запись построена на традиционных формах и вечных темах: любви, борьбы, смерти. Гермес отметил, что в плане лирики Дилан на высоте своих возможностей. Рецензент заявил, что две самые сильные песни на Tempest — это собственно «Tempest» и «Roll On, John»: «Tempest» представляет собой 14-минутную эпическую вещь из 45 стихов, описывающую ужасающую гибель «Титаника», а «Roll On, John» — молитву одного великого другому, равно как и напоминание о том, что Дилан остался едва ли не единственным музыкантом, начинавшим в 1960-е.
Рэндалл Робертс из Los Angeles Times, дав альбому три звезды из четырёх, заметил, как мало американских авторов, за исключением Марка Твена, говорили так красноречиво и так последовательно, как Боб Дилан. Обозреватель счёл лучшими песнями диска «Scarlet Town», «Tin Angel» и «Roll On, John»: каждая из них длиннее семи минут и каждая заслуживает того, чтобы быть услышанной снова. Меньше энтузиазма у критика вызвали треки «Narrow Way» и «Tempest» — Робертс заметил, что даже мастеру иногда требуется редактор.
Нил Маккормик из The Daily Telegraph назвал Tempest одним из самых сильных альбомов десятилетия и, кроме того, одной из лучших работ лично Боба Дилана. По мнению Маккормика, Дилан по-настоящему загорелся своим диском — Tempest полон живых шуток, тёмных размышлений, ярких зарисовок и философских отступлений. Грэг Кот из Chicago Tribune дал пластинке три с половиной звезды из четырёх, назвав Tempest вдохновенной смесью из крови и непристойности, а Дилана — мастерским рассказчиком убийственных, озорных и нежных историй, а иногда — всех сразу.

## Список композиций

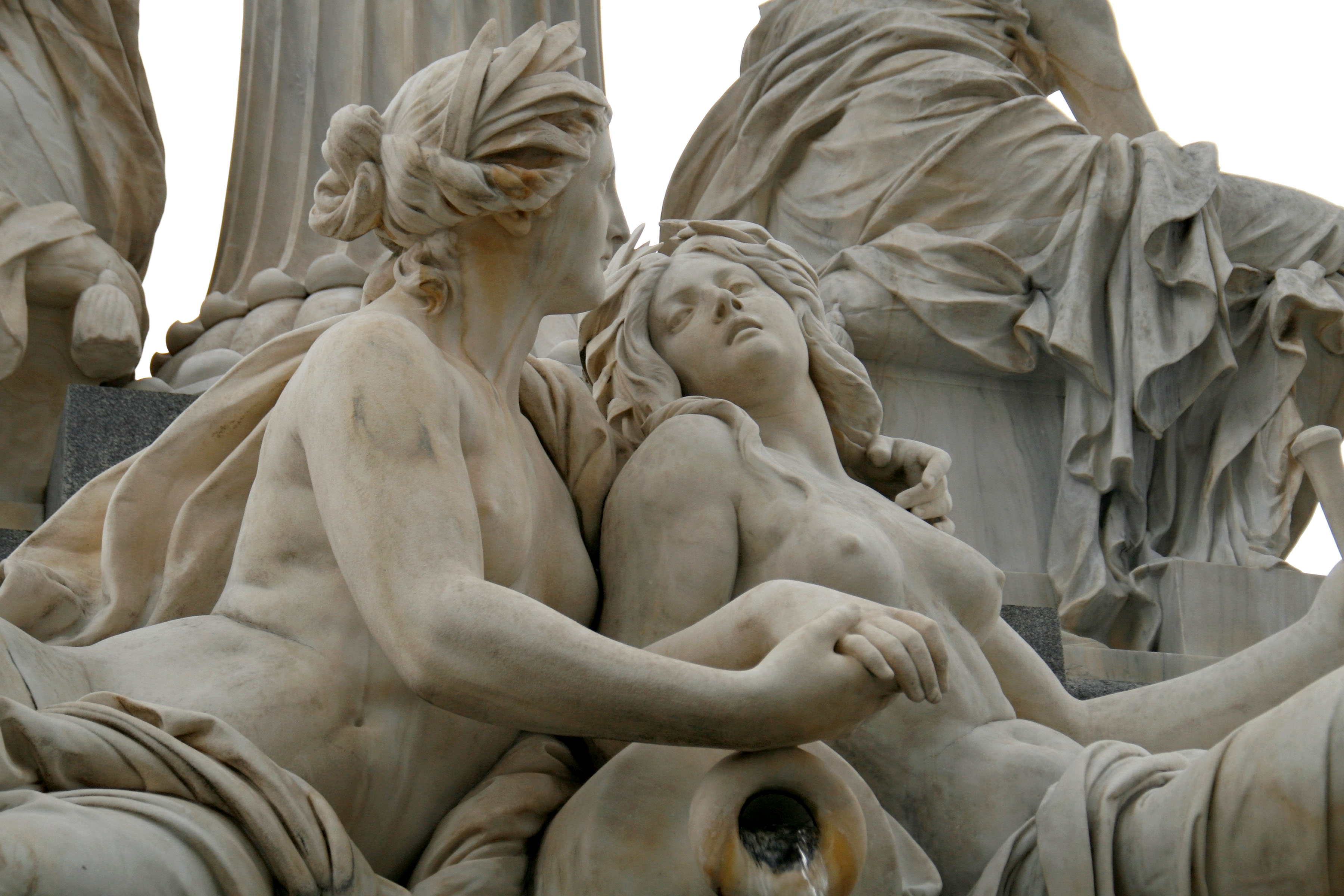
Скульптурная композиция с древнегреческой богиней Афиной, фрагмент которой воспроизведён на лицевой обложке Tempest

Слова и музыка всех песен — Боба Дилана, за исключением «Duquesne Whistle» — Дилан в соавторстве с Робертом Хантером.
| №   | Название                | Длительность |
| --- | ----------------------- | ------------ |
| 1.  | «Duquesne Whistle»      | 5:43         |
| 2.  | «Soon After Midnight»   | 3:27         |
| 3.  | «Narrow Way»            | 7:28         |
| 4.  | «Long and Wasted Years» | 3:46         |
| 5.  | «Pay in Blood»          | 5:09         |
| 6.  | «Scarlet Town»          | 7:17         |
| 7.  | «Early Roman Kings»     | 5:16         |
| 8.  | «Tin Angel»             | 9:05         |
| 9.  | «Tempest»               | 13:54        |
| 10. | «Roll On John»          | 7:25         |

## Участники записи

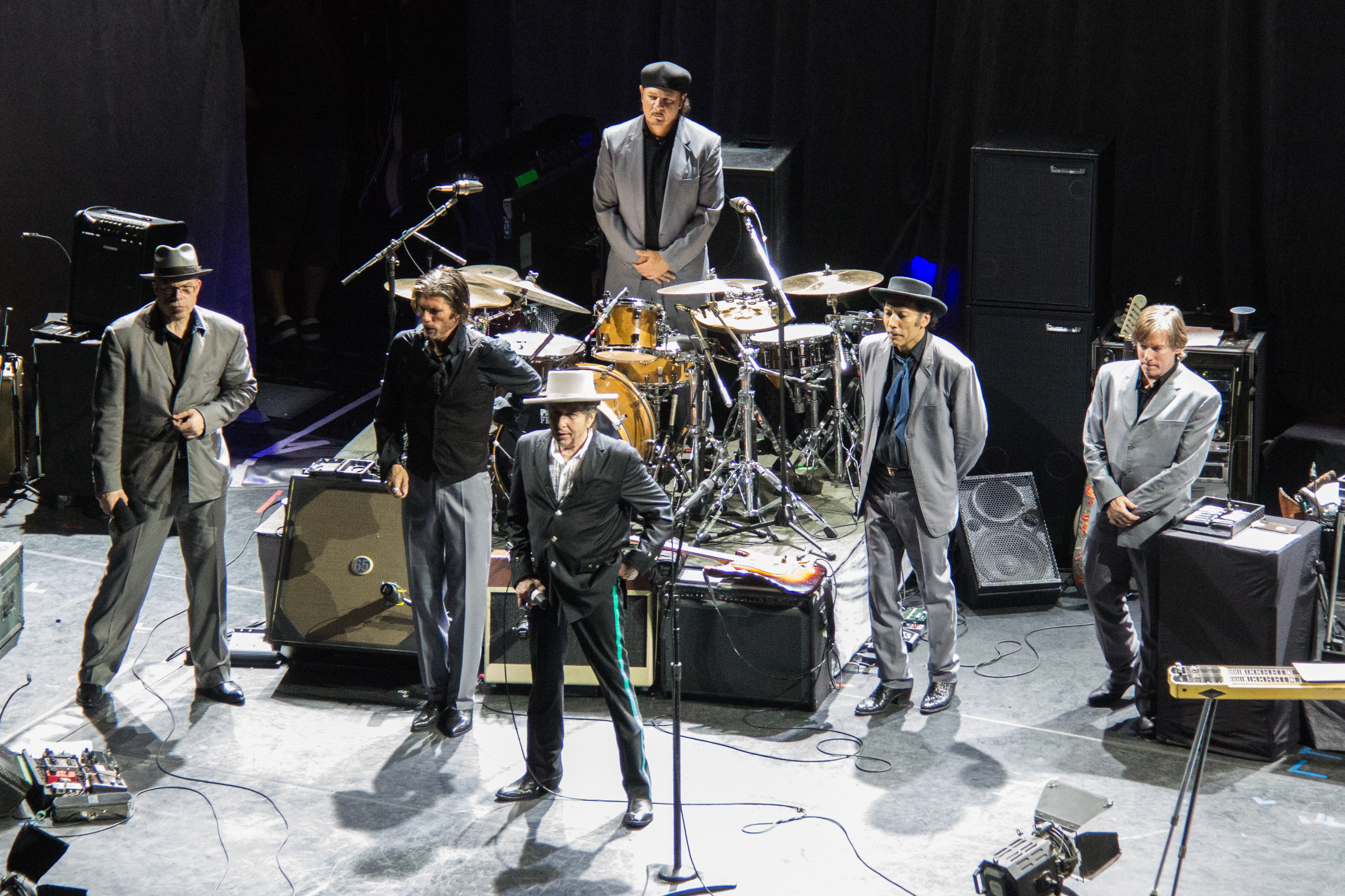
Музыкальный коллектив Боба Дилана в 2012 году; слева направо: Стю Кимболл, Чарли Секстон, Дилан, Тони Гарнье, Донни Геррон, за ударной установкой Джордж Дж. Рецели

- Боб Дилан — вокал, гитара, клавишные, фортепиано
- Тони Гарнье — бас-гитара
- Джордж Дж. Рецели — ударные
- Донни Геррон — слайд-гитара, банджо, скрипка, мандолина
- Чарли Секстон — гитара
- Стю Кимболл — гитара
- Дэвид Идальго — гитара, аккордеон, скрипка

Технический персонал
- Скотт Литт — звукозапись, сведение
- Дана Нильсен — звукозапись, сведение
- Александр Ленгауэр — фотография для лицевой обложки
- Уильям Клакстон — фотография для оборотной обложки
- Джон Ширер — фотографии к буклету
- Альберт Уотсон — дополнительные фотографии к буклету
- Коко Синомия — художественное оформление

## Позиции в чартах
| Страна         | Позиция | Страна     | Позиция | Страна         | Позиция | Страна    | Позиция |
| -------------- | ------- | ---------- | ------- | -------------- | ------- | --------- | ------- |
| Австралия      | 8       | Дания      | 1       | Новая Зеландия | 2       | Финляндия | 3       |
| Австрия        | 1       | Ирландия   | 2       | Норвегия       | 1       | Франция   | 6       |
| Бельгия        | 2       | Испания    | 2       | Польша         | 9       | Хорватия  | 6       |
| Великобритания | 3       | Италия     | 2       | Португалия     | 4       | Швейцария | 2       |
| Германия       | 2       | Нидерланды | 1       | США            | 3       | Швеция    | 1       |
| Источники:     |         |            |         |                |         |           |         |